# Tanja Birkholz
Tanja Birkholz (* 4. Mai 1973) ist eine deutsche Betriebswirtschafterin und seit Januar 2020 Mitglied des Vorstandes der Schufa Holding AG und seit Juli 2020 Vorsitzende des Vorstands.

## Leben
Nach einer Banklehre bei der BHF-Bank studierte Birkholz an der Universität St. Gallen und der London School of Economics Betriebswirtschaftslehre. Im August 2004 begann sie bei der Commerzbank und leitet dort den Bereich Ressourcensteuerung. Zuletzt war sie dort von 2007 bis 2016 Bereichsvorstand für Finance Architecture, Risk Management und Investor Relations.
Ab 2017 war sie Partnerin bei der Unternehmensberatung Oliver Wyman und dort Mitglied des europäischen Führungsteams „Finance & Risk Practise“. Im Juli 2020 übernahm sie den Vorstandsvorsitz der Schufa Holding AG. Dem Vorstand gehörte sie seit Januar 2020 an.
Tanja Birkholz lebt mit ihrem Partner und zwei Kindern im Rhein-Main-Gebiet.

## Auftritte zur Transparenz-Offensive
Im Hinblick auf das Urteil des Europäischen Gerichtshofs vom 7. Dezember 2023 zum SCHUFA-Score erscheint sie vermehrt in der Presse mit Interviews und will eine Transparenz-Offensive starten, um das Misstrauen gegen Deutschlands größte Auskunftei zu bekämpfen. Die Schufa steht regelmäßig in der Kritik wegen ihres Umgangs mit Daten.